# هيو لاتيمر درايدن
هيو لاتيمر درايدن (بالإنجليزية: Hugh Latimer Dryden)‏ (2 يوليو 1898 - 2 ديسمبر 1965) هو عالم فضاء أمريكي وموظف مدني شغل منصب نائب رئيس مدير وكالة ناسا من 19 أغسطس حتى وفاته.

## روابط خارجية
- هيو لاتيمر درايدن على موقع الموسوعة البريطانية (الإنجليزية)